# Alekséi Selivánov
Alekséi Gordéievich Selivánov (en ruso: Алексей Гордеевич Селиванов; Kuzmino-Gat, Imperio ruso, 17 de marzo de 1900 – Yalta, Unión Soviética, 4 de junio de 1949) fue un líder militar soviético que combatió en la guerra civil rusa, la guerra de Invierno y la Segunda Guerra Mundial en las filas del Ejército Rojo, donde alcanzó el grado militar de teniente general (1944).
Selivánov sirvió en la Guerra civil rusa como artillero y cadete de caballería, y ocupó puestos de mando y Estado Mayor en unidades de caballería durante el período de entreguerras. Era jefe de Estado Mayor de una división cuando comenzó la Operación Barbarroja, comandó la 23.ª División de Caballería en la invasión anglosoviética de Irán unos meses después. Más tarde, sirvió como subcomandante de ejército en la Batalla del Cáucaso y fue nombrado comandante del nuevo 5.º Cuerpo de Caballería de la Guardia a finales de 1942. Dirigió el cuerpo en las etapas finales de la Batalla del Cáucaso, la Ofensiva Estratégica del Donbás y la ofensiva de Uman–Botoșani, entre otras operaciones, pero, a principios de 1944, se vio obligado a abandonar  el mando del cuerpo debido a la tuberculosis que padecía. Nunca regresó al servicio activo y murió a causa de la enfermedad varios años después.

## Biografía

### Infancia y juventud
Alekséi Selivánov nació el 17 de marzo de 1900 en Kuzmino-Gat, una pequeña localidad rural situada en la gobernación de Tambov  —entonces parte del Imperio ruso, actualmente ubicada en el óblast de Tambov en Rusia— Reclutado en el Ejército Rojo el 15 de marzo de 1918, después fue asignado como soldado raso a la 3.ª Batería Ligera de la 16.ª División de Fusileros. En agosto de 1918 fue enviado a Samara como cadete de la escuela del regimiento del 7.º Regimiento de Caballería del Volga y, después de graduarse, ingresó en el 3.er Curso de Mando de Caballería de Orenburgo en enero de 1920. Durante la guerra civil, participó en combates en los frentes Sur y Este, por distinguirse en combate recibió la Orden de la Bandera Roja el 20 de noviembre de 1920.

### Periodo de entreguerras
Después de completar el curso de mando de caballería, fue puesto a disposición del jefe de la Dirección de Instituciones de Educación Superior del Distrito de los Urales en mayo de 1921 y luego nombrado comandante de pelotón en el 20.º Curso de Ekaterimburgo. Desde enero de 1922 estuvo al mando de un pelotón y más tarde de un escuadrón en el 25.º Curso de Caballería, luego comandó pelotones en el 24.º Curso de Caballería de Ufá, el 20.º y el 3.º de Omsk. En febrero de 1924 fue trasladado a la 4.ª Escuela Militar Combinada de Taskent, donde se desempeñó como comandante de pelotón y asistente del comandante de escuadrón. En octubre de 1925, ingresó en el Curso Superior de Estudios Orientales de Asia Central, de tres años de duración y, tras finalizarlo, fue nombrado subjefe de la sección de operaciones del Estado Mayor de la 7.ª Brigada de Caballería Independiente del Distrito Militar de Asia Central en Stalinabad.
Después de completar el Curso Especial bajo la Dirección de Inteligencia del Estado Mayor del Ejército Rojo entre octubre de 1929 y agosto de 1930, Selivánov fue nombrado jefe de un puesto de inteligencia fronteriza del Departamento de Inteligencia del Estado Mayor del Distrito Militar de Asia Central en Kirovabad (Tayikistán). Se convirtió en subjefe de un sector del departamento en marzo de 1933 y desde junio de 1934 hasta diciembre de 1938 estuvo a disposición de la Dirección de Inteligencia. Después de completar un curso en la Academia Militar Frunze en 1938, fue nombrado subjefe de Estado Mayor de la 4.ª División de Caballería, estacionada en el Distrito Militar Especial de Bielorrusia. En enero de 1940 fue transferido al Distrito Militar Transcaucásico para servir en el mismo puesto aunque en este caso en la 24.ª División de Caballería en Kirovabad (Azerbaiyán). Con la división luchó en la Guerra de Invierno.

### Segunda Guerra Mundial
Después de que comenzó la invasión alemana de la Unión Soviética, la Operación Barbarroja, Selivánov, ahora coronel, permaneció con la 24.º División de Caballería. El 8 de agosto, por orden del jefe del distrito, fue seleccionado para comandar la 23.ª División de Caballería, la dirigió durante la invasión anglosoviética de Irán, como parte del 47.º Ejército, entre el 25 de agosto y el 5 de septiembre. Posteriormente permaneció en Irán con la división y se convirtió en subcomandante del 15.º Cuerpo de Caballería en Irán el 1 de enero de 1942 y simultáneamente cumplió con las funciones de comandante del cuerpo hasta el 18 de marzo. Ascendido a mayor general, fue nombrado subjefe de Estado Mayor y jefe del departamento de operaciones del Estado Mayor del Frente Transcaucásico en mayo de 1942. Desde julio sirvió como subcomandante del 44.º Ejército del frente y ocupó el mismo puesto en el 9.º Ejército en octubre.
En noviembre de 1942, fue nombrado comandante del recién constituido 5.º Cuerpo de Caballería de la Guardia. Lo dirigió como parte del 51.º Ejército del Frente Sur en la Batalla del Cáucaso, durante la cual rompió las defensas del Eje en Kuma y capturó Bélaya Glina. En septiembre de 1943, el cuerpo luchó en la Ofensiva Estratégica del Dombás, rompiendo las defensas alemanas en el río Kalmius y capturando Volnovaja y Guliaipole. Posteriormente, el cuerpo capturó Golaya Pristan y Tsiurupinsk. Fue ascendido a teniente general el 18 de febrero de 1944 y dirigió el cuerpo en la ofensiva de Uman-Botoșani, en la que capturó Orhei, y en la batalla de Korsun-Cherkasy (estas dos últimas operaciones fueron parte de la más amplia ofensiva del Dniéper-Cárpatos). Por su «liderazgo exitoso de las operaciones y demostración de verdadero heroísmo en los momentos críticos» de la ofensiva, recibió la Orden de Suvórov de 2.do grado. En abril fue a un sanatorio en Crimea para tratar su tuberculosis y ya no volvió al frente de batalla. El 12 de febrero de 1949, se vio obligado a abandonar el ejército debido a su enfermedad.
Selivánov murió a causa de la tuberculosis que padecía en Yalta unos meses después, el 4 de junio.

## Promociones
- Mayor general (3 de mayo de 1942)
- Teniente general (18 de febrero de 1944).[4]

## Condecoraciones
A lo largo de su carrera militar, Alekséi Selivánov recibió las siguientes condecoraciones
|  | Orden de Lenin (21 de febrero de 1945)                                                               |
|  | Orden de la Bandera Roja, cuatro veces (1920, 13 de diciembre de 1942, 3 de noviembre de 1944, 1948) |
|  | Orden de Suvórov de 2.do grado (27 de abril de 1944)                                                 |
|  | Orden de Kutúzov de 2.do grado (28 de enero de 1943)                                                 |
|  | Orden de Bohdán Jmelnitski de 2.do grado (19 de marzo de 1944)                                       |
|  | Medalla por la Defensa del Cáucaso (1944)                                                            |
|  | Medalla por la Victoria sobre Alemania en la Gran Guerra Patria 1941-1945 (1945)                     |
|  | Medalla del 20.º Aniversario del Ejército Rojo de Obreros y Campesinos                               |
|  | Medalla del 30.º Aniversario de las Fuerzas Armadas de la URSS                                       |